# Discours dans la plaine

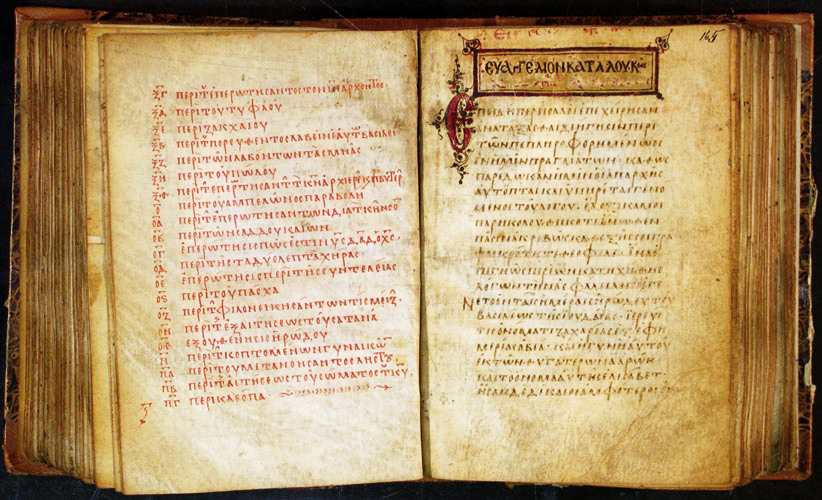
Le début de l'Évangile selon Luc du Codex Petropolitanus, IXe siècle.

Le Discours dans la plaine est un discours adressé par Jésus-Christ à ses disciples, ainsi qu'à une large foule, et rapporté dans l'Évangile selon Luc au chapitre 6, versets 17 à 49. Le Sermon sur la montagne, plus long, rapporté dans l'Évangile selon Matthieu, peut être comparé à ce sermon et apparaît comme un développement de celui-ci,. Certains commentateurs pensent qu'il s'agit du même sermon, d'autres pensent que Jésus a tenu des propos similaires dans plusieurs circonstances, d'autres encore prétendent qu'aucun des deux sermons n'a véritablement eu lieu et qu'ils sont plutôt des combinaisons des enseignements de base de Jésus rassemblés par Matthieu et Luc.

## Récit évangélique
Les événements menant au sermon sont détaillés dans Luc 6, 12-20a : Jésus passe la nuit sur la montagne à prier Dieu. Deux jours plus tard, il rassemble ses disciples et en sélectionne douze, qu'il nomme les Apôtres. Une fois redescendu de la montagne avec eux, il fait halte sur un endroit plat où une foule de personnes s'est rassemblée. Après avoir guéri ceux qui étaient tourmentés par des « esprits impurs », Jésus commence ce qu'on appelle maintenant le Sermon dans la plaine.
La présence d'une introduction (6, 20) et d'une rétrospective (7, 1) prouve que Luc considère le passage 6, 20-49 comme un discours d'un seul tenant, avec deux reprises : l'une marquée par Jésus lui-même au verset 27, l'autre par une remarque rédactionnelle au verset 39. Ces enseignements peuvent être divisés en trois parties : 
- la première composée des Béatitudes et des malédictions (6, 20-26) ;
- la deuxième composée d'une série d'impératifs (6, 27-38) dont « aimez vos ennemis et tendez l'autre joue » (6, 27-36), « traitez les autres comme vous voudriez être traité » (6, 31), « ne jugez pas et vous ne serez pas jugés, ne condamnez pas et vous ne serez pas condamnés, pardonnez et vous serez pardonnés, donnez et l'on vous donnera » (6, 37-38) ;
- et la troisième composée d'un enchaînement de métaphores et de paraboles (6, 39-49) dont « un aveugle peut-il guider un autre aveugle ? Le disciple n'est pas plus grand que celui qui l'enseigne » (6, 39-40a), « enlevez d'abord la poutre de votre œil avant d'essayer d'enlever la paille qui est dans l'œil de votre frère » (6, 40b-42), « un bon arbre ne produit pas de mauvais fruits et un mauvais arbre ne peut produire de bons fruits, chaque arbre se reconnaît à ses fruits » (6, 43-45), « pourquoi m'appelez-vous « Seigneur ! Seigneur ! » alors que vous n'accomplissez pas ce que je vous commande ? » (6, 46), « ceux qui suivent ces paroles qui sont les miennes construisent sur le roc et survivront, ceux qui ne le font pas construisent sur le sable et seront détruits » (6, 47-49).

Dans Luc 7, 1, après que Jésus a parlé à la foule, il se rend à Capharnaüm, lieu qu'il n'avait pas visité depuis Luc 4, 31 dans la chronologie lucanienne.